# Natação nos Jogos Olímpicos de Verão da Juventude de 2010 - 100 m livre masculino
As provas dos 100 metros livre masculino da natação nos Jogos Olímpicos de Verão da Juventude de 2010 foram realizadas nos dias 19 e 20 de agosto, na Escola dos Desportos, em Cingapura. 56 nadadores estavam inscritos neste evento.

## Medalhistas
| Ouro   | FRA Medhy Metella       |
| Prata  | SRB Velimir Stjepanović |
| Bronze | AUS Kenneth To          |

## Eliminatórias

### Eliminatória 1
| Pos. | Raia | Nome                            | País           | Tempo   | Notas      |
| ---- | ---- | ------------------------------- | -------------- | ------- | ---------- |
| 1    | 2    | Cristian Quintero               | VEN Venezuela  | 50.82   | Q          |
| 2    | 4    | Ulziibadrakh Gantulga           | MGL Mongólia   | 59.35   |            |
| 3    | 3    | Francois Mallack                | SEN Senegal    | 1:01.21 |            |
| 4    | 5    | Cristofer Jimenez               | NCA Nicarágua  | 1:02.32 |            |
| 5    | 8    | Richard Francis Regis           | GRN Granada    | 1:02.69 |            |
| 6    | 7    | Tsilavina Andritina Ramanantsoa | MAD Madagascar | 1:02.80 |            |
| 7    | 1    | Soule Soilihi                   | COM Comores    | 1:18.38 |            |
|      | 6    | Abdourahman Osman               | DJI Djibuti    |         | Não largou |

### Eliminatória 2
| Pos. | Raia | Nome                   | País            | Tempo   | Notas |
| ---- | ---- | ---------------------- | --------------- | ------- | ----- |
| 1    | 6    | Jonathan Ponson        | ARU Aruba       | 54.14   |       |
| 2    | 5    | Julien Brice           | LCA Santa Lúcia | 55.01   |       |
| 3    | 3    | Brian Forte            | JAM Jamaica     | 55.62   |       |
| 4    | 4    | Ahmed Salam Al-Dulaimi | IRQ Iraque      | 56.09   |       |
| 5    | 2    | Sergey Pevinev         | ARM Armênia     | 56.97   |       |
| 6    | 7    | Abdul Allolan          | QAT Catar       | 57.14   |       |
| 7    | 1    | David Buruchara        | COM Comores     | 58.17   |       |
| 8    | 8    | Ghulam Muhammad        | PAK Paquistão   | 1:02.68 |       |

### Eliminatória 3
| Pos. | Raia | Nome             | País               | Tempo | Notas |
| ---- | ---- | ---------------- | ------------------ | ----- | ----- |
| 1    | 4    | Bertuğ Coşkun    | TUR Turquia        | 52.48 |       |
| 2    | 2    | Oussama Sahnoune | ALG Argélia        | 52.54 |       |
| 3    | 7    | Pierre Keune     | RSA África do Sul  | 52.94 |       |
| 4    | 3    | Kevin Ávila Soto | GUA Guatemala      | 53.12 |       |
| 5    | 5    | Quý Phước Hoàng  | VIE Vietnã         | 53.36 |       |
| 6    | 6    | Gustavo Santa    | POR Portugal       | 53.76 |       |
| 7    | 1    | Hazem Tashkandi  | KSA Arábia Saudita | 54.23 |       |
| 8    | 8    | Quinton Delie    | NAM Namíbia        | 54.40 |       |

### Eliminatória 4
| Pos. | Raia | Nome                 | País              | Tempo | Notas |
| ---- | ---- | -------------------- | ----------------- | ----- | ----- |
| 1    | 3    | Ivan Levaj           | CRO Croácia       | 51.23 | Q     |
| 2    | 6    | Yong En Clement Lim  | SIN Singapura     | 51.40 | Q     |
| 3    | 2    | Jessie Lacuna        | PHI Filipinas     | 52.10 |       |
| 4    | 8    | Dion Dreesens        | NED Países Baixos | 52.38 |       |
| 5    | 5    | Jeremy Bagshaw       | CAN Canadá        | 52.54 |       |
| 6    | 7    | Arren Xin Hui        | SIN Singapura     | 52.69 |       |
| 7    | 4    | Matt Stanley         | NZL Nova Zelândia | 52.80 |       |
| 8    | 1    | Juan Manuel Arbeláez | COL Colômbia      | 53.08 |       |

### Eliminatória 5
| Pos. | Raia | Nome                | País           | Tempo | Notas      |
| ---- | ---- | ------------------- | -------------- | ----- | ---------- |
| 1    | 6    | Kevin Leithold      | GER Alemanha   | 51.01 | Q          |
| 2    | 3    | Péter Bernek        | HUN Hungria    | 51.40 | Q          |
| 3    | 2    | Raphael Stacchiotti | LUX Luxemburgo | 51.74 | Q          |
| 4    | 7    | Aaron Agnel D Souza | IND Índia      | 51.76 | Q          |
| 5    | 5    | Aitor Martínez      | ESP Espanha    | 51.84 | Q          |
| 6    | 1    | Roberto Strelkov    | ARG Argentina  | 52.15 |            |
| 7    | 8    | Sebastián Arispe    | PER Peru       | 52.27 |            |
| 8    | 4    | Tommaso Romani      | ITA Itália     |       | Não largou |

### Eliminatória 6
| Pos. | Raia | Nome             | País          | Tempo | Notas |
| ---- | ---- | ---------------- | ------------- | ----- | ----- |
| 1    | 6    | Kenneth To       | AUS Austrália | 50.67 | Q     |
| 2    | 2    | Marius Radu      | ROM Romênia   | 51.61 | Q     |
| 3    | 8    | Pjotr Degtjarjov | EST Estônia   | 51.85 | Q     |
| 4    | 7    | Victor Rodrigues | BRA Brasil    | 51.92 | Q     |
| 5    | 5    | Lum Ching Tat    | HKG Hong Kong | 52.33 |       |
| 6    | 3    | Alessio Torlai   | ITA Itália    | 52.71 |       |
| 7    | 1    | Mans Hjelm       | SWE Suécia    | 53.31 |       |
| 8    | 4    | Andrii Govorov   | UKR Ucrânia   | 56.15 |       |

### Eliminatória 7
| Pos. | Raia | Nome                | País               | Tempo | Notas |
| ---- | ---- | ------------------- | ------------------ | ----- | ----- |
| 1    | 3    | Velimir Stjepanović | SRB Sérvia         | 51.16 | Q     |
| 2    | 6    | Medhy Metella       | FRA França         | 51.25 | Q     |
| 3    | 2    | Justin James        | AUS Austrália      | 51.62 | Q     |
| 4    | 4    | He Jianbin          | CHN China          | 51.83 | Q     |
| 5    | 7    | Andrey Ushakov      | RUS Rússia         | 51.92 | Q     |
| 6    | 8    | Yeray Lebon         | ESP Espanha        | 52.00 |       |
| 7    | 1    | Thomas Stephens     | USA Estados Unidos | 52.20 |       |
| 8    | 5    | Abdullah Altuwaini  | KUW Kuwait         | 52.74 |       |

## Semifinais

### Semifinal 1
| Pos. | Raia | Nome                | País           | Tempo | Notas |
| ---- | ---- | ------------------- | -------------- | ----- | ----- |
| 1    | 3    | Medhy Metella       | FRA França     | 50.21 | Q     |
| 2    | 4    | Cristian Quintero   | VEN Venezuela  | 50.55 | Q     |
| 3    | 5    | Velimir Stjepanović | SRB Sérvia     | 50.56 | Q     |
| 4    | 6    | Marius Radu         | ROM Romênia    | 50.88 | Q     |
| 5    | 7    | He Jianbin          | CHN China      | 50.89 | Q     |
| 6    | 8    | Andrey Ushakov      | RUS Rússia     | 51.49 |       |
| 7    | 2    | Raphael Stacchiotti | LUX Luxemburgo | 51.67 |       |
| 8    | 1    | Pjotr Degtjarjov    | EST Estônia    | 52.67 |       |

### Semifinal 2
| Pos. | Raia | Nome                 | País          | Tempo | Notas |
| ---- | ---- | -------------------- | ------------- | ----- | ----- |
| 1    | 4    | Kenneth To           | AUS Austrália | 49.96 | Q     |
| 2    | 5    | Kevin Leithold       | GER Alemanha  | 50.65 | Q     |
| 3    | 2    | Justin James         | AUS Austrália | 51.44 | Q     |
| 4    | 1    | Aitor Martínez       | ESP Espanha   | 51.46 |       |
| 5    | 7    | Aaron Agnel D Souza  | IND Índia     | 51.49 |       |
| 6    | 3    | Ivan Levaj           | CRO Croácia   | 51.75 |       |
| 7    | 6    | Yong En Clement Yong | SIN Singapura | 51.75 |       |
| 8    | 8    | Victor Rodrigues     | BRA Brasil    | 52.07 |       |

## Final
| Pos.              | Raia | Nome                | País          | Tempo | Notas |
| ----------------- | ---- | ------------------- | ------------- | ----- | ----- |
| Medalha de ouro   | 5    | Medhy Metella       | FRA França    | 49.99 |       |
| Medalha de prata  | 6    | Velimir Stjepanović | SRB Sérvia    | 50.25 |       |
| Medalha de bronze | 4    | Kenneth To          | AUS Austrália | 50.29 |       |
| 4                 | 3    | Cristian Quintero   | VEN Venezuela | 50.47 |       |
| 5                 | 1    | He Jianbin          | CHN China     | 50.69 |       |
| 6                 | 7    | Marius Radu         | ROM Romênia   | 50.76 |       |
| 7                 | 2    | Kevin Leithold      | GER Alemanha  | 50.93 |       |
| 8                 | 8    | Justin James        | AUS Austrália | 51.21 |       |